# جيك كينغ
جيك كينغ (بالإنجليزية: Jake King)‏ (29 يناير 1955 بغلاسكو في المملكة المتحدة - ) هو مدرب كرة قدم ولاعب كرة قدم بريطاني في مركز الدفاع. لعب مع شروزبري تاون وكارديف سيتي ونادي ريكسهام ونادي يميريك.